# Tipula subprotrusa
Tipula subprotrusa är en tvåvingeart som beskrevs av Evgenyi Nikolayevich Savchenko 1955. Tipula subprotrusa ingår i släktet Tipula och familjen storharkrankar. Inga underarter finns listade i Catalogue of Life.